# Texico
Texico es una ciudad ubicada en el condado de Curry en el estado estadounidense de Nuevo México. En el Censo de 2010 tenía una población de 1130 habitantes y una densidad poblacional de 524,39 personas por km².

## Geografía
Texico se encuentra ubicada en las coordenadas 34°23′21″N 103°3′3″O / 34.38917, -103.05083. Según la Oficina del Censo de los Estados Unidos, Texico tiene una superficie total de 2.15 km², de la cual 2.15 km² corresponden a tierra firme y (0.12%) 0 km² es agua.

## Demografía
Según el censo de 2010, había 1130 personas residiendo en Texico. La densidad de población era de 524,39 hab./km². De los 1130 habitantes, Texico estaba compuesto por el 52.57% blancos, el 4.69% eran afroamericanos, el 1.5% eran amerindios, el 0.09% eran asiáticos, el 0.09% eran isleños del Pacífico, el 38.41% eran de otras razas y el 2.65% pertenecían a dos o más razas. Del total de la población el 55.93% eran hispanos o latinos de cualquier raza.